# Chocholatka žlutohřbetá
Chocholatka žlutohřbetá (Cephalopus silvicultor) je druh antilopy, jež obývá lesy a pralesy v západní a střední Africe. Měří 126 až 165 cm a váží 45 až 80 kg, takže je největší chocholatkou. Živí se trávou, listy vyšších rostlin, semeny, plody a houbami. 
Dožívá se 10 až 12 let. Má jedno až dvě mláďata, která odstavuje po 5 měsících. Je březí 217 dní. Samice dosahují pohlavní dospělosti v 9 měsících života, samci v 1 až 1,5 roku. 
Strava se skládá převážně z ovoce, dále pojídá výhonky rostlin, kořínky, listy, a pupeny.